# Vasili Ermișanțev
Vasili Ermișanțev (în rusă Василий Иванович Ерамишанцев; n. 20 martie 1875, Grigoriopol, gubernia Herson, Imperiul Rus – d. 4 noiembrie 1958, Moscova, RSFS Rusă, URSS) a fost un arhitect țarist rus și sovietic originar din Transnistria.

## Biografie
S-a născut în târgul Grigoriopol din ținutul Tiraspol, gubernia Herson (actualmente în Transnistria, Republica Moldova). A studiat la Institutul Politehnic din Riga, pe care l-a absolvit cu o diplomă în 1904 ca inginer-arhitect.
Împreună cu Vladimir Voeikov, a construit partea de nord a Muzeului Politehnic din Moscova în perioada 1903-1907 conform proiectului lui Georghi Makaev, a cărui parte centrală a fost finalizată în 1877 de Nikolai Șciocin iar alte părți de August Weber și Ivan Mașkov între 1883 și 1896, conform proiectului lui Ippolito Monighetti. În anii 1913-1915, a construit fațada casei bancare „J. W. Junker & Co.” împreună Leonid Vesnin.
A fost membru al Societății de Arhitectură din Moscova. În 1935 a devenit membru al Uniunii Arhitecților din URSS.
A decedat la Moscova, fiind înmormântat în cimitirul Donskoi.

## Lucrări majore

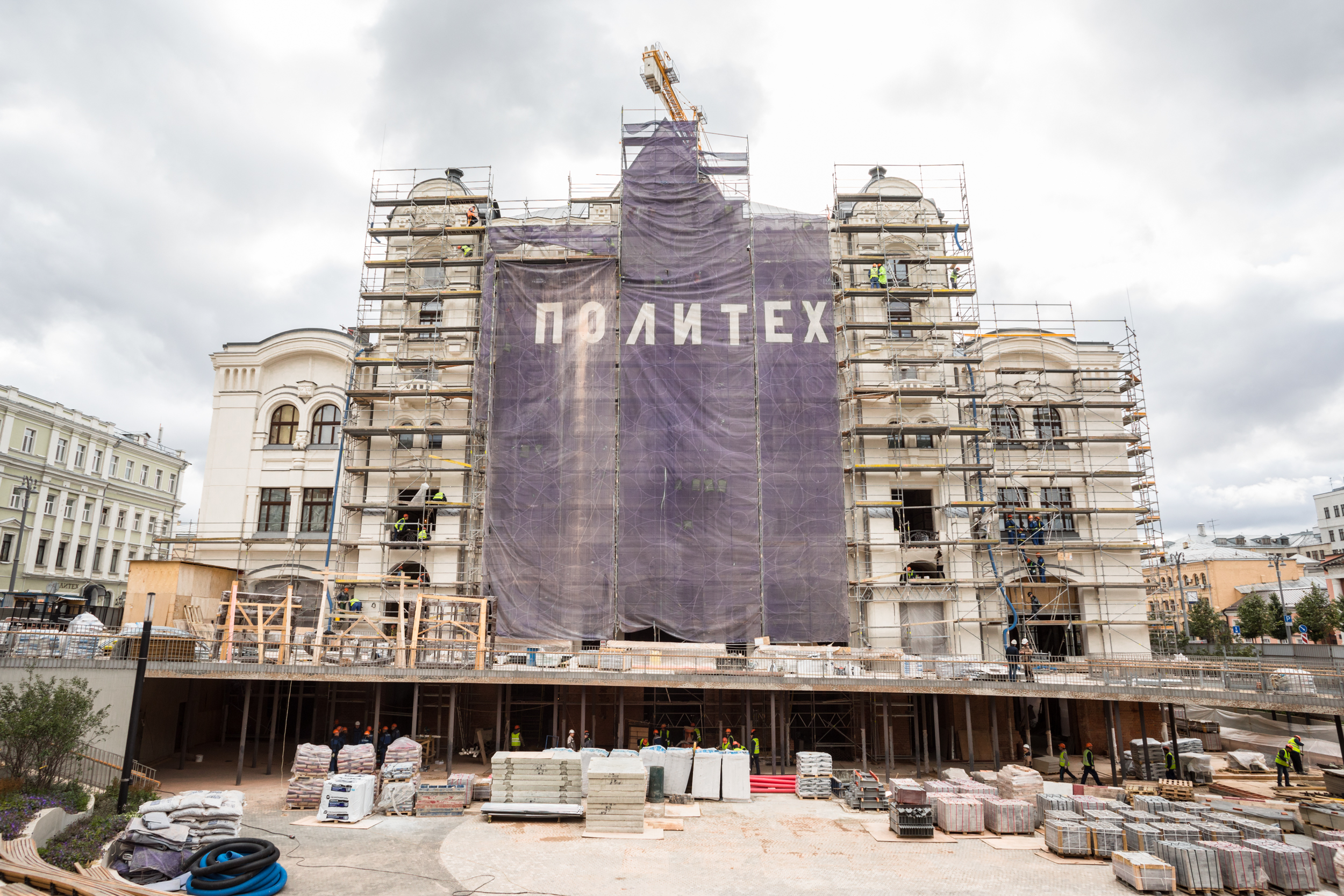
Fațada de nord a Muzeului Politehnic (1903-1907), aflată în restaurare în 2019, Moscova
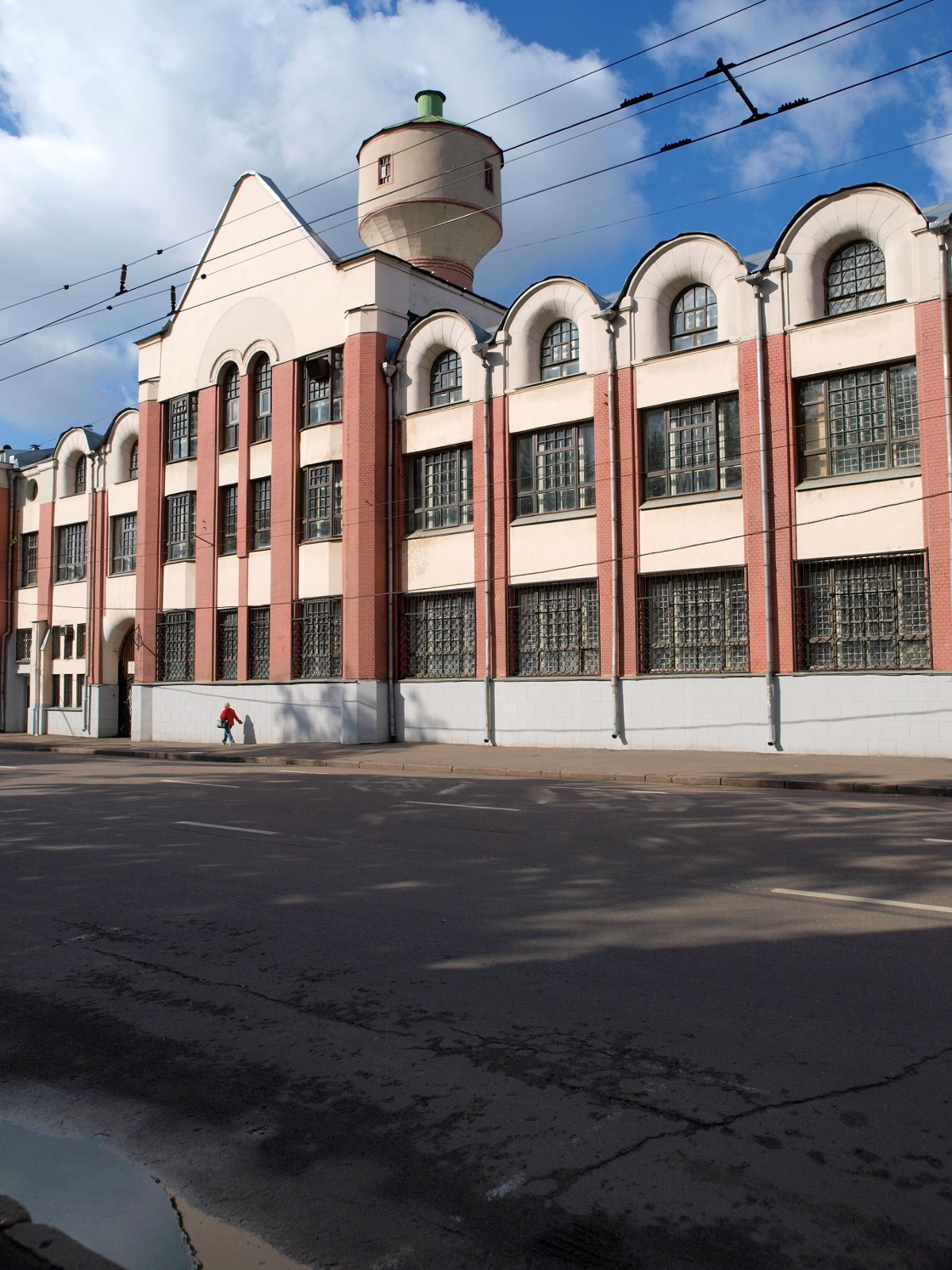
Fabrica de parfumuri „K. Ermans” (1907), Moscova
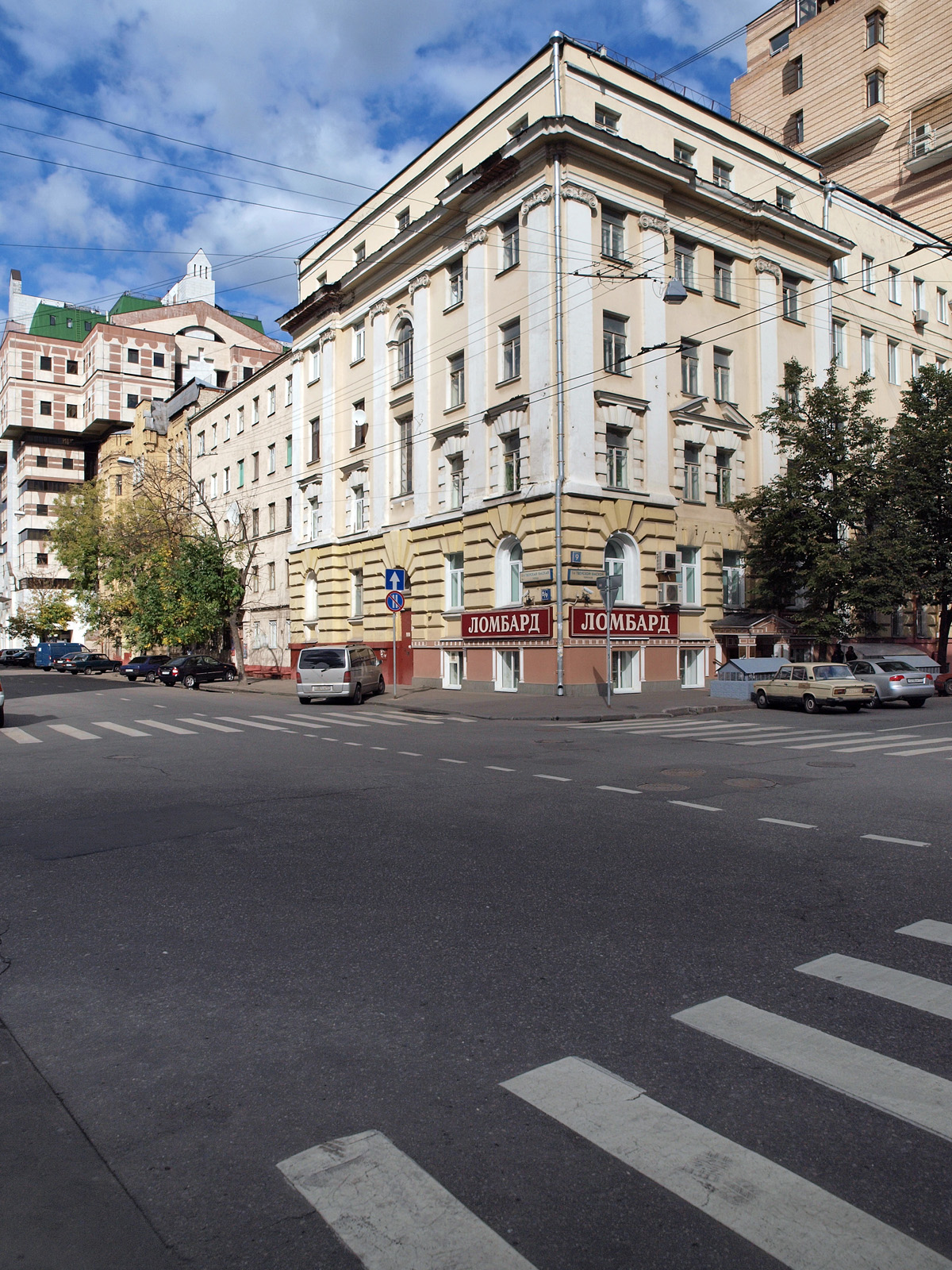
Clădire de apartamente (1913-1914), Moscova
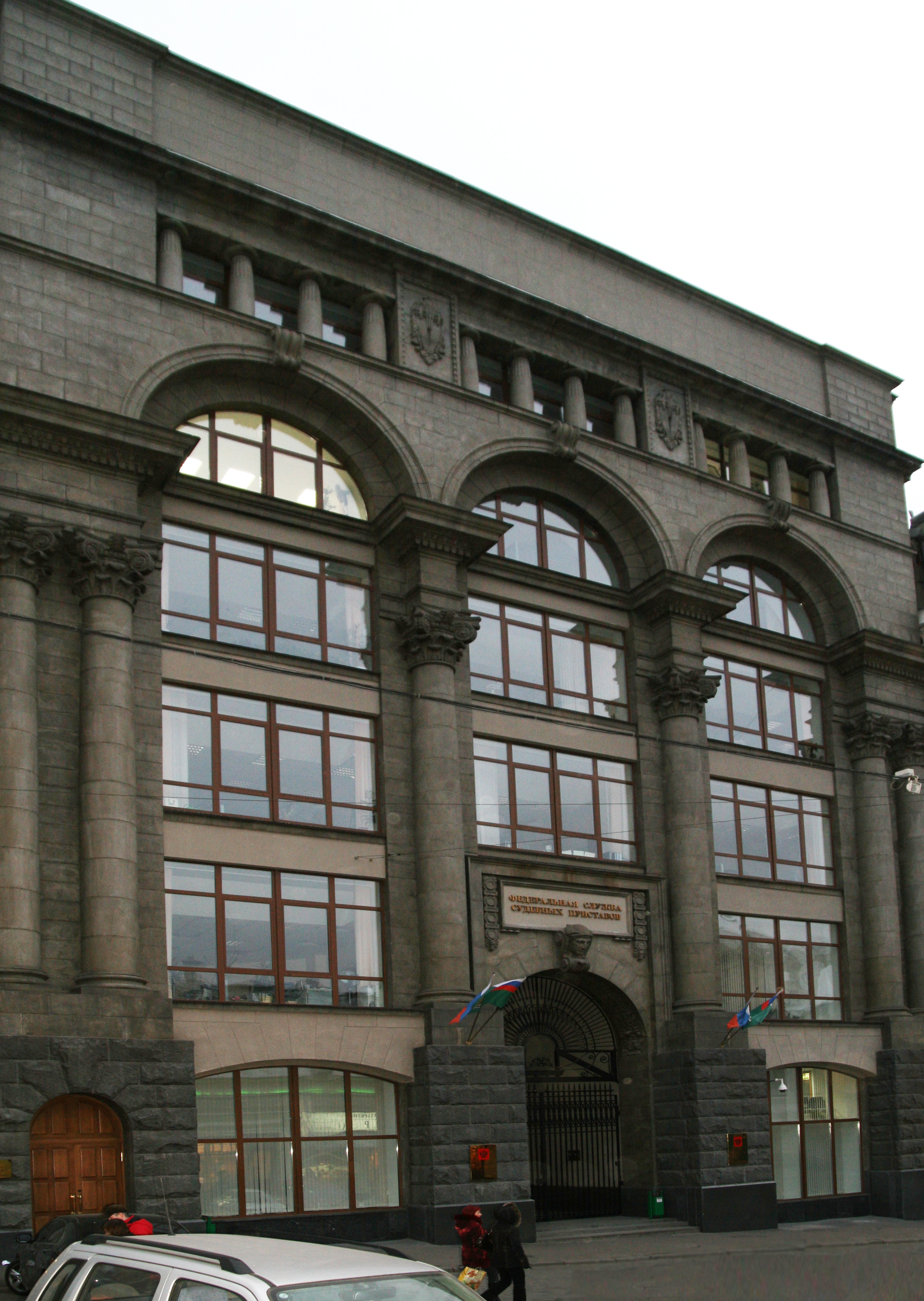
Fațada casei bancare „J. W. Junker & Co.” (1913-1915), Moscova
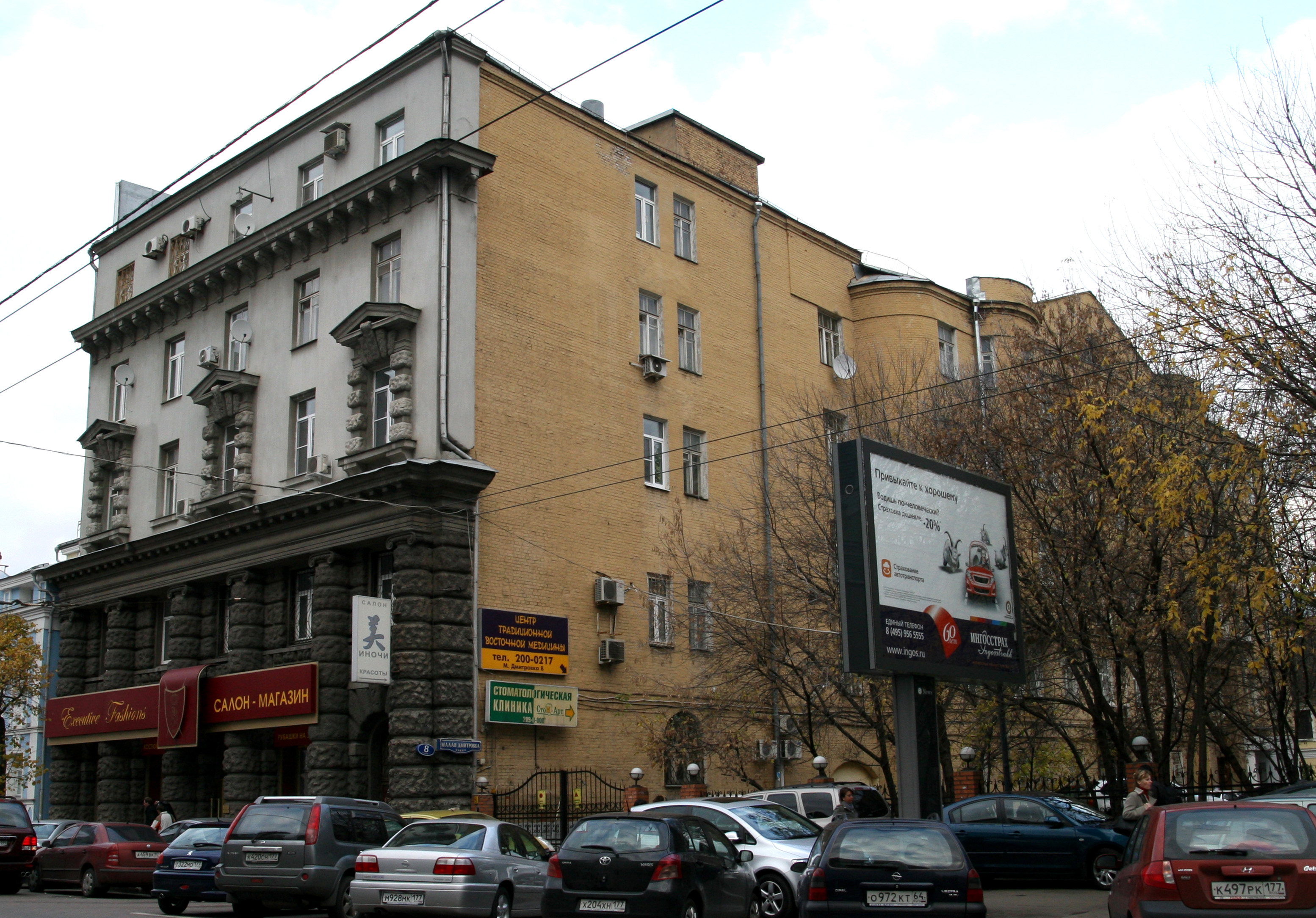
Casa de locuit a mănăstirii de maici Spaso-Vlahernski (1914-1915), Moscova